# Sindrome di Achard-Thiers
La sindrome di Achard-Thiers, nota in epoche passate come diabete delle donne barbute, è una malattia che può colpire le donne adulte o anziane, legata ad un'alterata produzione di alcuni ormoni da parte della corticale del surrene o dell'ipofisi e caratterizzata da alterazioni della glicemia fino al vero e proprio diabete mellito e da virilizzazione con irsutismo e amenorrea nelle donne in età fertile.

## Storia
Il primo caso della sindrome fu descritto in letteratura dai medici francesi Charles Achard e Joseph Thiers nel 1921. I due ricercatori coniarono l'espressione "diabete della donna barbuta" descrivendo il riscontro autoptico, in una donna anziana affetta da diabete mellito e irsutismo, di un aumento di volume delle ghiandole surrenali. Negli anni successivi altri studi hanno dimostrato l'associazione della sindrome con un eccesso di insulina e di androgeni.

## Ipotesi eziologiche
Gli studi condotti fino agli anni '60 del ventesimo secolo erano concordi nell'associare la sindrome a un ipercortisolismo (eccessiva produzione di cortisolo) dovuta, a sua volta, a un'eccessiva produzione di ACTH da parte dell'ipofisi, con conseguente iperplasia della porzione corticale delle ghiandole surrenali, oppure a tumori benigni o maligni di queste stesse ghiandole. In entrambi i casi il risultato sarebbe una produzione anomala di cortisolo, principale responsabile del diabete, e di ormoni androgeni responsabili della virilizzazione. Alcuni autori considerano questa malattia come una forma di sindrome di Cushing. Studi successivi hanno ipotizzato, almeno per la forma che si manifesta subito dopo la menopausa, un'influenza degli ormoni sessuali di origine ovarica, il che rende la sindrome classificabile tra le cause di irsutismo con aumentata produzione androgenica di origine mista, ovarica e surrenalica. Ciò ha portato alcuni autori moderni a considerare la Achard-Thiers una variante della sindrome dell'ovaio policistico.